# Joon
Joon byla francouzská letecká společnost vlastněná aerolinií Air France. Jejím hlavním leteckým uzlem bylo letiště Charlese de Gaulla u Paříže. Společnost zahájila lety dne 1. prosince 2017, cílila především na mladší generaci (joon zní podobně jako francouzské jeune, v češtině mladý). V roce 2019 bylo oznámeno, že společnost ukončí provoz a všechny operace budou opět spadat pod Air France. Značka totiž pouze oslabila značku Air France.
Od 31. března 2019 tato měla začít létat do Prahy, k tomu ale nakonec nedošlo kvůli zrušení této značky.

## Flotila
V březnu 2018 se flotila Joon skládala z následujících letounů. Ty společnosti převzala od mateřské Air France.
| Letadlo         | Počet | Objednávky | Cestující | Cestující | Cestující | Cestující | Poznámky |
| Letadlo         | Počet | Objednávky | C         | W         | Y         | Celkem    | Poznámky |
| --------------- | ----- | ---------- | --------- | --------- | --------- | --------- | -------- |
| Airbus A320-200 | 7     | —          | —         | —         | 174       | 174       |          |
| Airbus A321-200 | 4     | —          | 16        | —         | 188       | 204       |          |
| Airbus A340-300 | 3     | 1          | 30        | 21        | 227       | 278       |          |
| Celkem          | 14    | 1          |           |           |           |           |          |